# Headless Horseman – Der kopflose Reiter
Headless Horseman – Der kopflose Reiter (Originaltitel Headless Horseman) ist ein US-amerikanischer Horrorfilm aus dem Jahr 2007 von Anthony C. Ferrante, der gemeinsam mit Zachary Weintraub das Drehbuch verfasste.

## Handlung
In einer Rückblende werden zwei Soldaten der Konföderierten in den Wäldern um Wormwood Ridge von einem kopflosen Reiter getötet. In der Gegenwart fahren die jungen Erwachsenen Seth, seine Freundin Tiffany, Lizzie, ihr Freund Doc, Nash, Ava und Liam durch Ostkansas. An einer Tankstelle tanken sie das Auto auf und Seth erfährt von einer Abkürzung die über mehrere Nebenstrecken verläuft. Dabei fährt er in ein Tellereisen, weswegen ein Reifen platzt. Zu ihrem Glück befindet sich zufällig in ihrer Nähe die junge Abschleppwagenfahrerin Candy, die das Auto und die Gruppe in die naheliegende Stadt Wormwood Ridge bringt.
Candys Vater „Pa“ Rusk beginnt, mit der Reparatur des Vans. Währenddessen zeigt Candy den unfreiwilligen Touristen die Stadt. Die Stadt befindet sich in der Vorbereitung der Headless Horseman Celebration, eine jährliche Veranstaltung zu Halloween, die seit 1806 zelebriert wird, und an den kopflosen Reiter erinnern soll, der seit dem seinen Kopf sucht. Als Seth und Ava schauen wollen, wie weit die Reparatur ihres Fahrzeuges vorangegangen ist, müssen sie feststellen, dass das Fahrzeug nicht mehr in der Werkstatt steht. Seth beschließt daher, Pa zu suchen. Dabei wird er von dem kopflosen Reiter enthauptet.
Ava beschließt nach einiger Zeit, nach Seth zu suchen, findet aber auf dem Schrottplatz lediglich seine kopflose Leiche. Nun erzählt Candy die Geschichte von Calvin Montgomery, einem Serienmörder aus dem 19. Jahrhundert, der die Kinder von Wormwood jagte, bis die Bewohner ihn schließlich fingen und auf dem Stadtplatz aufhängten und ihn verrotten ließen, bis sein Körper vom Kopf getrennt wurde. Seitdem erhebt sich Montgomerys Geist alle 7 Jahre an Halloween, um die Köpfe von 7 Jugendlichen einzusammeln. Candy warnt sie, dass sie gehen müssen, bevor Headless zurückkommt, um seinen nächsten Kopf zu holen.
Die Gruppe beschließt daher, den Ort zu Fuß zu verlassen. Einsetzender Nebel kündigt die Ankunft des kopflosen Reiters an, weswegen die Gruppe sich trennt. Er verfolgt Tiffany, enthauptet sie und verschwindet mit ihrem abgeschlagen Kopf im Nebel. Als der Rest der Gruppe die Glocken von Wormwood Ridge hören, wissen sie, dass sie im Kreis gelaufen sind. Sie beschließen sich aufzuteilen. Liam und Lizzie suchen nach einem funktionierenden Fahrzeug und Nash, Doc und Ava durchsuchen die Stadt nach Waffen. Sie stehlen mehrere Waffen aus Kolchak Stillwalls Gemischtwarenladen. Allerdings taucht der kopflose Reiter auf, enthauptet Doc und stiehlt dessen Kopf.
Lizzie und Liam durchsuchen die Garage nach einem Fahrzeug, als sie von Pa angegriffen werden. Doch Liam kann ihn überwältigen. Die vier Überlebenden treffen sich und beschließen, sich erneut zu trennen. Lizzie soll nun mit Nash ein funktionierendes Fahrzeug finden, während Ava und Liam die Stadtbibliothek nach Hinweisen durchsuchen, wie sie sich erfolgreich gegen den kopflosen Reiter wehren können. Nash schafft es, ein Fahrzeug zu reparieren, wodurch die vier aus der Stadt fliehen können. Auf einer Brücke kommt es zur erneuten Auseinandersetzung mit dem kopflosen Reiter, wodurch das Auto zerstört wird und Nash als nächster enthauptet wird.
Die Verunglückten werden unter Waffengewalt von Pa aufgefordert, zurück zur Stadt zu gehen. Dort fesselt er sie für den kopflosen Reiter. Als er die Gefangen verlässt, eilt Candy ihnen zur Hilfe und beichtet ihnen, dass sie auch nicht aus der Stadt stammte und ebenfalls verschwinden will. Laut der Geschichte soll die ganze Stadt untergehen, wenn der kopflose Reiter nicht seine sieben Köpfe erhält. Liam schafft es, die Polizei zu kontaktieren, doch der anrückende Streifenpolizist wird von den Anwohnern Wormwood Ridge getötet. Währenddessen wird Lizzie enthauptet. Candy stiehlt den Abschleppwagen von Pa und überfährt diesen, als er sie aufhalten wollte. Liam und Ava locken den Enthaupteten zur Brücke, da er den Fluss nicht überqueren kann. Das Abschleppseil wird erfolgreich an seinen Körper gebracht und sie ziehen den Kopflosen über die Brücke, wodurch dieser Feuer fängt und verbrennt. Danach verfällt die ganze Stadt Wormwood Ridge und all seine Bewohner zu Staub. Candy, Liam und Ava verlassen mit dem Fahrzeug die Gegend.

## Hintergrund

### Produktion
Der Film entstand in Rumänien in Kooperation mit Castel Film Romania. Er basiert lose auf den Roman The Legend of Sleepy Hollow von Washington Irving.

### Veröffentlichung
Der Film feierte am 20. Oktober 2007 seine Premiere auf dem Screamfest Horror Film Festival. Zwei Tage später wurde er im Pioneer Theater in New York City gezeigt. Am 27. Oktober 2007 wurde er auf Syfy gezeigt. 2008 erschien er im US-amerikanischen Videoverleih.

## Rezeption
„Dürftig und uninspirierte Verfilmung der "Sleepy Hollow"-Geschichte im Auftrag des Sci-Fi-Channels.“

Auf Rotten Tomatoes hat der Film beim Publikum einen Anteil positiver Bewertungen von 20 % bei mehr als 250 Stimmen. In der Internet Movie Database hat der Film bei über 1.200 Stimmenabgaben eine Wertung von 3,9 von 10,0 möglichen Sternen (Stand September 2024).